# Jan Budař
Jan Budař, ps. Pavel Bedura (ur. 31 lipca 1977 we Frydlancie) – czeski aktor, reżyser, muzyk i scenarzysta.

## Kariera
W Polsce znany jest przede wszystkim ze swych ról w filmach Protektor, Operacja Dunaj, Sex w Brnie, Reguły kłamstwa. Był czterokrotnie nagrodzony Czeskim Lwem. Ukończył Wyższą Szkołę Artystyczną im. Janáčka w Brnie (JAMU) w 2000 roku. Występował w teatrach rodzimych: w Studiu Marta w Brnie, Teatrze Narodowym w Brnie, Husa na provázku [Gęś na sznurku] w Brnie, w teatrze im. Klicpera w Hradcu Králové, w Teatrze Miejskim w Karlowych Warach, w Teatrze Narodowym w Pradze i innych. W latach 2000–2003 był na stałe zatrudniony w teatrze Na zábradlí [Na poręczy] w Pradze. Jest frontmanem zespołu Eliščin band, w którym śpiewa oraz gra na fortepianie i gitarze. Jan Budař jest autorem licznych artykułów dla czasopisma „Instinkt”.

## Filmografia

### Aktor
- 1997 Četnické humoresky (serial telewizyjny)
- 1997 Stůj, nebo se netrefím!
- 1999 Urlaub auf Leben und Tod – Eine Familie hält zusammen (film telewizyjny)
- 2000 Český Robinson (serial telewizyjny)
- 2000 Rasistické historky (serial telewizyjny)
- 2001 Muž, který vycházel z hrobu (film telewizyjny)
- 2001 Otec neznámý aneb Cesta do hlubin duše výstrojního náčelníka (film telewizyjny)
- 2001 Ta třetí (film telewizyjny)
- 2003 Čert ví proč
- 2003 Nuda v Brně
- 2004 Duše jako kaviár
- 2004 Horem pádem
- 2004 Mistři
- 2004 Ráno Ruth to vidí jinak (film telewizyjny)
- 2005 Hrubeš a Mareš jsou kamarádi do deště
- 2005 Stavrogin je ďábel (teatr)
- 2005 Svatyně
- 2005 Toyen
- 2005 Voníš jako tenkrát
- 2006 Marta a Berta 26
- 2006 Reguły kłamstwa (Pravidla lži)
- 2006 Butelki zwrotne (Vratné lahve)
- 2007 Bez dechu (film studencki)
- 2007 Hodina klavíru (film telewizyjny)
- 2007 Muzika (film słowacko-niemiecki)
- 2007 Svatba na bitevním poli
- 2007 Trapasy (serial telewizyjny)
- 2007 Václav
- 2008 Bratři Karamazovi
- 2008 Dark Spirits Natěrač (film telewizyjny)
- 2008 Nebe a Vincek (film telewizyjny)
- 2008 Soukromé pasti (serial telewizyjny)
- 2009 Dešťová víla
- 2009 Holka Ferrari Dino
- 2009 Hrubeš a Mareš Reloaded
- 2009 Ljubavni život domobrana
- 2009 Operacja Dunaj (film polsko-czeski)
- 2009 Protektor (film czesko-niemiecki)
- 2009 Vyprávěj (serial telewizyjny)
- 2009 Žena bez piana (Mujer sin piano)
- 2010 Pravidelný odlet
- 2010 Akvabely
- 2010 Heart Beat 3D
- 2010 Osudové peníze (film telewizyjny)
- 2010 Román pro muže
- 2011 Rodina je základ státu
- 2011 Užij si se psem (film telewizyjny)
- 2011 Czech Made Man
- 2011 Duše na talíři
- 2011 Lidice (film czesko-polski)
- 2012 Polski film (film czesko-polski)
- 2012 O pokladech
- 2012 Akvabely
- 2012 Hořící keř (film telewizyjny), reżyseria Agnieszka Holland
- 2012 Sanitka II
- 2012 eŠTeBák (Konfident) (film czesko-słowacko-polski)
- 2012 Výstava (film słowacki)
- 2012 Duše na talíři
- 2012 Martin a Venuše
- 2012 Praho, má lásko (film studencki)
- 2012 Rozkoš
- 2013 České století (serial telewizyjny)
- 2013 Něžné vlny
- 2017 Všechno nebo nic
- 2017 Svět pod hlavou (serial telewizyjny)
- 2017 Princ Mamánek (bajka)
- 2018 Hovory s TGM

### Film dokumentalny
- 2007: Peníze Jiřího Krejčíka
- 2008: Anatomia gagu (Anatomie gagu)
- 2007: Film o filmu: Václav (film telewizyjny)
- 2006: Přestávka

### Reżyseria
- 2012: Polski film
- 2006: Strážce plamene v obrazech (film wideo)
- 2004: Ráno

## Nagrody
Czeski Lew
- 2003: Sex w Brnie (Nuda v Brně) – pierwszoplanowa rola męska
- 2003: Sex w Brnie (Nuda v Brně) – scenariusz
- 2004:  Mistrzowie (Mistři) – drugoplanowa rola męska
- 2007: Václav – drugoplanowa rola męska

Pozostałe nagrody:
- 2003 – Trilobit Award by FITES (Film and Television Association), Praga
- 2004 – Nagroda Alfréda Radoka – najlepszy aktor – rola Stawrogina – Biesy
- 2005 – Studio Hamburg Shooting Stars Award
- 2011 – festiwal NOVOMĚSTSKÝ HRNEC SMÍCHU (Nové Město nad Metují) – nagroda za męskie aktorskie wykonanie – Czech Made Man

## Muzyk
Oprócz aktorskiej działalności gra na kilku instrumentach, śpiewa i komponuje własne oryginalne piosenki. Wydał cztery albumy:
- Písně pro Hrubeše a Mareše, 2005
- Uletěl orlovi, 2006
- Proměna, 2008
- Lehce probuzený, 2012

Jest też kompozytorem muzyki do filmów:
- Lidice, 2011,
- Protektor, 2009
- Hrubeš a Mareš Reloaded, 2009
- Nebe a Vincek [film telewizyjny], 2008
- Hrubeš a Mareš jsou kamarádi do deště, 2005
- Sex w Brnie [Nuda v Brně], 2003
- Rasistické historky, 2000

### Książki
- 2013 Bajka NEJVĚTŠÍ TAJEMSTVÍ LEOPOLDA BUMBÁCE. Ukazała się razem z bajką Antonína Dočekala w wydawnictwie Mladá fronta.
- 2017 Princ Mamánek